# Dietfrid Krause-Vilmar
Dietfrid Krause-Vilmar (* 14. Oktober 1939 in Marburg) ist ein deutscher Erziehungswissenschaftler und Historiker.

## Leben
Im Alter von vier Jahren verlor Dietfrid Krause-Vilmar im Krieg seinen Vater.
Er studierte an der Philipps-Universität Marburg und Goethe-Universität Frankfurt Geschichte, Politik- und Erziehungswissenschaften und schloss das Studium mit dem Staatsexamen für das höhere Lehramt ab. Im Anschluss begann er bei Leonhard Froese am Institut für Erziehungswissenschaften an der Universität Marburg mit einer Promotion, die er 1974 mit der Arbeit „J. H. Pestalozzi und die Stäfner Volksbewegung“ abschloss. In den Jahren 1970 und 1971 war Krause-Vilmar als Assistentenvertreter der Universität Marburg Mitglied im Gründungsbeirat der Gesamthochschule Kassel. 1975 wurde er dann selbst als Professor für Erziehungswissenschaften mit dem Schwerpunkt „Sozialgeschichte der Erziehung und des Bildungswesens“ an die Gesamthochschule berufen.
Zunächst waren die Themen seiner Arbeit die Französische Revolution, Aufklärung, Pestalozzi und Geschichte der Lehrerschaft. Später kamen weitere Themenbereiche hinzu wie die Reformpädagogik und insbesondere Schule nach 1945. Einen Großteil seiner Arbeit widmete er jedoch der zeitgeschichtlichen und bildungsbezogenen Aufarbeitung der nationalsozialistischen deutschen Vergangenheit.
Im Jahr 2005 trat Krause-Vilmar in den Ruhestand, war aber danach bis 2007 als kommissarischer Direktor des Fritz-Bauer-Institut tätig, dem ersten deutschen interdisziplinären Zentrum zur Untersuchung und Dokumentation der Verbrechen des NS-Regimes – insbesondere des Holocausts – und seiner Auswirkungen auf die Gegenwart.
Das Resultat der Arbeiten von Krause-Vilmar waren über 100 Publikationen. Besonders bekannt wurde er im Zusammenhang mit der Aufarbeitung um die Geschichte des während des Nationalsozialismus im Kloster Breitenau eingerichteten KZ Breitenau (später Arbeitserziehungslager genannt) in Guxhagen. Die Erforschung dieses bis dahin nur unzureichend untersuchten Teils der Geschichte des Klosters und die durch ihn initiierte Einrichtung der zugehörigen Gedenkstätte ist eng mit der Person Krause-Vilmar verbunden.
In jüngerer Zeit erregte eine von ihm mitverfasste Studie zur NS-Vergangenheit der ehemaligen Oberbürgermeister von Kassel Willi Seidel, Lauritz Lauritzen und Karl Branner größere Aufmerksamkeit, und die Ergebnisse wurden kontrovers diskutiert.

## Schriften (Auswahl)
- Liberales Plädoyer und radikale Demokratie. Heinrich Pestalozzi und die Stäfner Volksbewegung. Hain, Meisenheim am Glan 1978, ISBN 3-445-01597-X (zugleich: Dissertation).
- Das Konzentrationslager Breitenau. Zur Geschichte eines staatlichen Schutzhaftlagers 1933/1934. Schüren, Marburg 1998; 2. Aufl. 2000, ISBN 978-3-89472-158-9.
- gemeinsam mit Sabine Schneider, Eckart Conze, Jens Flemming: Vergangenheiten. Die Kasseler Oberbürgermeister Seidel, Lauritzen, Branner und der Nationalsozialismus. Schüren, Marburg 2015, ISBN 978-3-89472-241-8.
- unter Mitwirkung von Gernot Gerlach: Radikale Nachfolge. Briefe des Vikars Winfrid Krause an seine Verlobte Friedegard Vilmar aus dem Predigerseminar der Bekennenden Kirche in Finkenwalde 1937. Vandenhoeck & Ruprecht, Göttingen 2025, ISBN 978-3-525-56875-0.